# Pseudoparese
Der Begriff Pseudoparese (Syn. Pseudolähmung; von altgriechisch ψεύδειν „täuschen“, „lügen“ und πάρεσις „Erschlaffen“) wird in der Medizin für Lähmungen verwendet, die nicht auf einen Nervendefekt zurückzuführen sind.
Der Begriff findet dabei fachsprachlich Verwendung bei:
- mechanisch bedingten Bewegungseinschränkungen der Augen, bspw. im Rahmen der endokrinen Orbitopathie[1] oder einer Orbitabodenfraktur,
- psychogener[2] und
- schmerzbedingter Bewegungseinschränkung (meist einer Extremität).[3]